# Stolica Kazachstanu
Stolica Kazachstanu – główna siedziba administracyjna Kazachstanu, której funkcję pełni obecnie Astana.
| Lp. | Siedziba      | Lata      | Państwo                                            |
| --- | ------------- | --------- | -------------------------------------------------- |
| 1.  | Semipałatyńsk | 1917–1920 | Ałasz Orda                                         |
| 2.  | Orenburg      | 1920–1925 | Kirgiska ASRR                                      |
| 3.  | Kyzyłorda     | 1925–1929 | Kazachska ASRR                                     |
| 4.  | Ałmaty        | 1929–1997 | Kazachska ASRR Kazachska SRR Republika Kazachstanu |
| 5.  | Astana        | 1997      | Republika Kazachstanu                              |